# يابس (صعفان)

تعديل مصدري - تعديل

يابس هي إحدى قرى عزلة الطرف بمديرية صعفان التابعة لمحافظة صنعاء، بلغ تعداد سكانها 695 نسمة حسب تعداد اليمن لعام 2004.